# Campionat del Món d'atletisme de 2009 - 800 metres masculins
Els 800 metres masculins al Campionat del Món d'atletisme de 2009 van tenir lloc a l'Estadi Olímpic de Berlín els dies 20, 21 i 23 d'agost.

## Medallistes
| Or                             | Argent                    | Bronze                     |
| Mbulaeni Mulaudzi · Sud-àfrica | Alfred Kirwa Yego · Kenya | Yusuf Saad Kamel · Bahrain |

## Rècords
Abans de la competició, els rècords eren els següents.
| Rècord del Món         | Wilson Kipketer (DEN)      | 1:41.11 | Colònia, Alemanya             | 24 d'agost de 1997    |
| Rècord dels Campionats | Billy Konchellah (KEN)     | 1:43.06 | Roma, Itàlia                  | 1 de setembre de 1987 |
| Marca mundial de l'any | Abubaker Kaki Khamis (SUD) | 1:43.09 | Doha, Qatar                   | 8 de maig de 2009     |
| Rècord d'Àfrica        | Sammy Koskei (KEN)         | 1:42.28 | Colònia, Alemanya             | 26 d'agost de 1984    |
| Rècord d'Àsia          | Youssef Saad Kamel (BHR)   | 1:42.79 | Mònaco                        | 29 de juliol de 2008  |
| Rècord de Nord-amèrica | Johnny Gray (USA)          | 1:42.60 | Coblença, Alemanya Occidental | 28 d'agost de 1985    |
| Rècord de Sud-amèrica  | Joaquim Cruz (BRA)         | 1:41.77 | Colònia, Alemanya             | 26 d'agost de 1984    |
| Rècord d'Europa        | Wilson Kipketer (DEN)      | 1:41.11 | Colònia, Alemanya             | 24 d'agost de 1997    |
| Rècord d'Oceania       | Peter Snell (NZL)          | 1:44.3  | Christchurch, Nova Zelanda    | 3 de febrer de 1962   |

## Marques per classificar-se
| Mínima A | Mínima B |
| -------- | -------- |
| 1:45.40  | 1:46.60  |

## Programa
| Data               | Temps | Ronda      |
| ------------------ | ----- | ---------- |
| 20 d'agost de 2009 | 11:45 | Sèries     |
| 21 d'agost de 2009 | 20:30 | Semifinals |
| 23 d'agost de 2009 | 17:25 | Final      |

## Resultats

### Final
| Pos.              | Atleta                | Nacionalitat  | Temps   | Notes |
| ----------------- | --------------------- | ------------- | ------- | ----- |
| Medalla d'or      | Mbulaeni Mulaudzi     | Sud-àfrica    | 1:45.29 |       |
| Medalla de plata  | Alfred Kirwa Yego     | Kenya         | 1:45.35 |       |
| Medalla de bronze | Youssef Saad Kamel    | Bahrain       | 1:45.35 |       |
| 4                 | Yuriy Borzakovskiy    | Rússia        | 1:45.57 |       |
| 5                 | Amine Laâlou          | Marroc        | 1:45.66 |       |
| 6                 | Nick Symmonds         | Estats Units  | 1:45.71 |       |
| 7                 | Bram Som              | Països Baixos | 1:45.86 |       |
| 8                 | Marcin Lewandowski    | Polònia       | 1:46.17 |       |
| 9                 | Jackson Mumbwa Kivuva | Kenya         | 1:46.39 |       |
| 10                | Yeimer López          | Cuba          | 1:47.80 |       |

### Semifinals
Els dos primers de cada semifinal (Q) i els dos millors temps (q) es van classificar per a la final.
| Pos. | Sèrie | Atleta                | Nacionalitat  | Temps   | Notes |
| ---- | ----- | --------------------- | ------------- | ------- | ----- |
| 1    | 2     | Youssef Saad Kamel    | Bahrain       | 1:45.01 | Q, SB |
| 2    | 2     | Yuriy Borzakovskiy    | Rússia        | 1:45.16 | Q     |
| 3    | 2     | Alfred Kirwa Yego     | Kenya         | 1:45.22 | q, SB |
| 4    | 2     | Mbulaeni Mulaudzi     | Sud-àfrica    | 1:45.26 | q     |
| 5    | 3     | Amine Laâlou          | Marroc        | 1:45.27 | Q     |
| 6    | 3     | Yeimer López          | Cuba          | 1:45.33 | Q     |
| 7    | 3     | David Lekuta Rudisha  | Kenya         | 1:45.40 |       |
| 8    | 3     | Gary Reed             | Canadà        | 1:45.60 |       |
| 9    | 3     | Moise Joseph          | Haití         | 1:45.87 | SB    |
| 10   | 2     | Khadevis Robinson     | Estats Units  | 1:45.91 |       |
| 11   | 3     | Fabiano Peçanha       | Brasil        | 1:45.94 |       |
| 12   | 1     | Nick Symmonds         | Estats Units  | 1:45.96 | Q     |
| 13   | 1     | Jackson Mumbwa Kivuva | Kenya         | 1:46.32 | Q     |
| 14   | 2     | Adam Kszczot          | Polònia       | 1:46.33 |       |
| 15   | 1     | Belal Mansoor Ali     | Bahrain       | 1:46.57 |       |
| 16   | 3     | Michael Rimmer        | Regne Unit    | 1:46.77 |       |
| 17   | 1     | Tamás Kazi            | Hongria       | 1:47.01 |       |
| 18   | 3     | Samson Ngoepe         | Sud-àfrica    | 1:49.03 |       |
| 19   | 2     | Asbel Kiprop          | Kenya         | 1:52.05 |       |
| 20   | 1     | Jeff Lastennet        | França        | 1:57.43 |       |
| 21   | 1     | Marcin Lewandowski    | Polònia       | 2:01.62 | *     |
|      | 1     | Abubaker Kaki Khamis  | Sudan         |         | DNF   |
|      | 1     | Bram Som              | Països Baixos |         | DNF * |
|      | 2     | Ismail Ahmed Ismail   | Sudan         |         | DNF   |

AR Rècord del continent | CR Rècord del campionat | NR Rècord nacional | OR Rècord olímpic | PB/PR Millor marca personal/Rècord personal 
 SB Millor marca personal de la temporada | WL Millor marca mundial de l'any | WR Rècord del món

*: En la primera sèrie de semifinal, Marcin Lewandowski va caure sobre Bram Som, qui havia caigut sobre Abubaker Kaki, qui havia caigut després d'ensopegar. Tant Lewandowski com Som van ser admesos per competir a la final.

### Sèries
Els tres primers de cada sèrie (Q) i els tres millors temps (q) es classificaven per les semi-finals.
| Pos. | Sèrie | Atleta                | Nacionalitat   | Temps   | Notes |
| ---- | ----- | --------------------- | -------------- | ------- | ----- |
| 1    | 3     | Gary Reed             | Canadà         | 1:45.76 | Q     |
| 2    | 3     | Yuriy Borzakovskiy    | Rússia         | 1:45.86 | Q     |
| 3    | 7     | Jackson Mumbwa Kivuva | Kenya          | 1:46.17 | Q     |
| 4    | 3     | Jeff Lastennet        | França         | 1:46.30 | Q, PB |
| 5    | 7     | Bram Som              | Països Baixos  | 1:46.33 | Q     |
| 6    | 7     | Amine Laâlou          | Marroc         | 1:46.38 | Q     |
| 7    | 1     | Mbulaeni Mulaudzi     | Sud-àfrica     | 1:46.40 | Q     |
| 8    | 1     | Abubaker Kaki Khamis  | Sudan          | 1:46.41 | Q     |
| 9    | 4     | Youssef Saad Kamel    | Bahrain        | 1:46.43 | Q, SB |
| 10   | 4     | Asbel Kiprop          | Kenya          | 1:46.52 | Q     |
| 11   | 3     | Samson Ngoepe         | Sud-àfrica     | 1:46.54 | q     |
| 12   | 1     | Fabiano Peçanha       | Brasil         | 1:46.68 | Q     |
| 12   | 7     | Moise Joseph          | Haití          | 1:46.68 | q     |
| 14   | 7     | Adam Kszczot          | Polònia        | 1:46.70 | q     |
| 15   | 4     | Khadevis Robinson     | Estats Units   | 1:46.79 | Q     |
| 16   | 7     | Dmitrijs Jurkevics    | Letònia        | 1:46.90 | SB    |
| 17   | 3     | Ryan Brown            | Estats Units   | 1:46.92 |       |
| 18   | 4     | Lukas Rifesser        | Itàlia         | 1:47.07 |       |
| 19   | 2     | Nick Symmonds         | Estats Units   | 1:47.12 | Q     |
| 20   | 2     | Belal Mansoor Ali     | Bahrain        | 1:47.16 | Q     |
| 21   | 2     | Ismail Ahmed Ismail   | Sudan          | 1:47.20 | Q     |
| 22   | 4     | Kléberson Davide      | Brasil         | 1:47.51 |       |
| 23   | 1     | Sajjad Moradi         | Iran           | 1:47.68 | SB    |
| 24   | 6     | David Lekuta Rudisha  | Kenya          | 1:47.83 | Q     |
| 25   | 7     | Pablo Solares         | Mèxic          | 1:47.96 | SB    |
| 26   | 2     | Mattias Claesson      | Suècia         | 1:48.02 |       |
| 27   | 6     | Yeimer López          | Cuba           | 1:48.04 | Q     |
| 28   | 2     | Thomas Chamney        | Irlanda        | 1:48.09 |       |
| 29   | 2     | Prince Mumba          | Zàmbia         | 1:48.13 |       |
| 30   | 3     | Mike Schumacher       | Luxemburg      | 1:48.18 | PB    |
| 31   | 6     | Michael Rimmer        | Regne Unit     | 1:48.20 | Q     |
| 32   | 6     | Abdoulaye Wagne       | Senegal        | 1:48.22 |       |
| 33   | 4     | Mahamoud Farah        | Djibouti       | 1:48.23 |       |
| 34   | 5     | Alfred Kirwa Yego     | Kenya          | 1:48.32 | Q     |
| 35   | 5     | Tamás Kazi            | Hongria        | 1:48.40 | Q     |
| 36   | 5     | Marcin Lewandowski    | Polònia        | 1:48.41 | Q     |
| 37   | 5     | Mohammed Al-Salhi     | Aràbia Saudita | 1:48.43 |       |
| 37   | 6     | Dmitrijs Miļkevičs    | Letònia        | 1:48.43 |       |
| 39   | 5     | Luis Alberto Marco    | Espanya        | 1:48.47 |       |
| 40   | 1     | Abraham Chepkirwok    | Uganda         | 1:48.57 |       |
| 41   | 1     | Eduard Villanueva     | Veneçuela      | 1:48.61 |       |
| 42   | 5     | Jozef Repcìk          | Eslovàquia     | 1:48.73 |       |
| 43   | 6     | Mohammad Al-Azemi     | Kuwait         | 1:51.73 |       |
| 44   | 5     | Evans Pinto           | Bolívia        | 1:52.23 |       |
| 45   | 2     | Ilija Ranitovic       | Montenegro     | 1:53.17 |       |
| 46   | 3     | Robin Schembera       | Alemanya       | 1:54.47 |       |
| 47   | 5     | Arnold Sorina         | Vanuatu        | 2:00.13 | SB    |
| 48   | 2     | Iulio Lafai           | Samoa          | 2:03.51 | SB    |
|      | 1     | Manuel Olmedo         | Espanya        |         | DNF   |
|      | 4     | Ali Al-Deraan         | Aràbia Saudita |         | DNS   |
|      | 6     | Nadjim Manseur        | Algèria        |         | DNS   |

AR Rècord del continent | CR Rècord del campionat | NR Rècord nacional | OR Rècord olímpic | PB/PR Millor marca personal/Rècord personal 
 SB Millor marca personal de la temporada | WL Millor marca mundial de l'any | WR Rècord del món